# Petizioni di Gäceľ
Le Petizioni di Gäceľ furono delle petizioni patriottiche formulate nell'ambito del Risorgimento slovacco e precisamente poco prima dello scoppio dell'insurrezione slovacca del 1848-1849.
Il 24 aprile 1848 i patrioti slovacchi dell'Orava si riunirono a Gäceľ (l'odierna Geceľ, frazione di Oravská Poruba) ed elaborarono le "Petizioni del popolo dell'Orava" (in slovacco: Žiadosti oravského ľudu), meglio note come "Petizioni di Gäceľ" (Gäcelské žiadosti).
Le petizioni erano articolate in sette punti. Contenevano la richiesta di parificazione delle lingue ungherese e slovacca, la richiesta di avere rappresentanti nella Dieta del Regno d'Ungheria, l'istruzione nel dialetto slovacco locale, l'ingresso di insegnanti slovacchi nelle scuole superiori.
Il 10 maggio furono seguite dalle più note Petizioni del popolo slovacco, formulate a Liptovský Mikuláš come programma dell'Insurrezione slovacca.
Successivamente i volontari slovacchi combatterono nell'Orava inferiore e furono sconfitti a Záskalie presso Dolný Kubín alla fine di aprile del 1849.